# Rule/Sparkle
Rule/Sparkle – czterdziesty piąty singel japońskiej piosenkarki Ayumi Hamasaki, wydany 25 lutego 2009. Utwór Rule wykorzystano jako międzynarodową piosenkę przewodnią filmu Dragonball: Ewolucja. Utwór Sparkle został wykorzystany w reklamie samochodu Honda Zest Spark. W pierwszym tygodniu sprzedano 95 309 kopii, natomiast 130 816 całościowo. Singel zdobył status złotej płyty.

## Lista utworów

### CD+DVD
| CD  |                                         |               |           |      |
| Nr  | Tytuł                                   | Muzyka        | Aranżacja | Czas |
| 1.  | "Rule (Original Mix)"                   | Miki Watanabe | HΛL       | 4:08 |
| 2.  | "Sparkle (Original Mix)"                | Kazuhiro Hara | CMJK      | 4:35 |
| 3.  | "Rule (80kidz's "No More Rule" mix)"    | Miki Watanabe |           | 4:49 |
| 4.  | "Rule (Remo-con "tech dance" remix)"    | Miki Watanabe |           | 6:42 |
| 5.  | "Rule (Original Mix -Instrumental-)"    | Miki Watanabe | HΛL       | 4:07 |
| 6.  | "Sparkle (Original Mix -Instrumental-)" | Kazuhiro Hara | CMJK      | 4:30 |
| DVD |                                         |               |           |      |
| Nr  | Tytuł                                   | Muzyka        | Reżyser   | Czas |
| 1.  | "Rule" (music clip)                     |               |           |      |
| 2.  | "Rule" (making clip)                    |               |           |      |

### CD (Version B)
| Nr | Tytuł                                   | Muzyka        | Aranżacja | Czas |
| -- | --------------------------------------- | ------------- | --------- | ---- |
| 1. | "Rule (Original Mix)"                   | Miki Watanabe | HΛL       | 4:08 |
| 2. | "Sparkle (Original Mix)"                | Kazuhiro Hara | CMJK      | 4:35 |
| 3. | "Days (8-bits of tears YMCK remix)"     | Kunio Tago    |           | 4:22 |
| 4. | "Days (Acoustic Orchestra version)"     | Kunio Tago    |           | 5:18 |
| 5. | "Rule (80kidz's "No More Rule" mix)"    | Miki Watanabe |           | 4:49 |
| 6. | "Rule (Remo-con "tech dance" remix)"    | Miki Watanabe |           | 6:42 |
| 7. | "Rule (Original Mix -Instrumental-)"    | Miki Watanabe | HΛL       | 4:07 |
| 8. | "Sparkle (Original Mix -Instrumental-)" | Kazuhiro Hara | CMJK      | 4:30 |

### CD (Version C)
| Nr | Tytuł                                   | Muzyka         | Aranżacja | Czas |
| -- | --------------------------------------- | -------------- | --------- | ---- |
| 1. | "Rule (Original Mix)"                   | Miki Watanabe  | HΛL       | 4:08 |
| 2. | "Sparkle (Original Mix)"                | Kazuhiro Hara  | CMJK      | 4:35 |
| 3. | "GREEN (8-bits of tears YMCK remix)"    | Tetsuya Yukumi |           | 5:46 |
| 4. | "GREEN (Acoustic Orchestra version)"    | Tetsuya Yukumi |           | 4:57 |
| 5. | "Rule (80kidz's "No More Rule" mix)"    | Miki Watanabe  |           | 4:49 |
| 6. | "Rule (Remo-con "tech dance" remix)"    | Miki Watanabe  |           | 6:42 |
| 7. | "Rule (Original Mix -Instrumental-)"    | Miki Watanabe  | HΛL       | 4:07 |
| 8. | "Sparkle (Original Mix -Instrumental-)" | Kazuhiro Hara  | CMJK      | 4:30 |

## Notowania
| Lista                       | Pozycja    |
| --------------------------- | ---------- |
| Oricon Weekly Singles Chart | 1          |
| Billboard Japan Hot 100     | 1 („Rule”) |
| Billboard Hot Singles Sales | 1          |